# Alex Santos (futebolista)
Alessandro dos Santos ou 三都主 アレサンドロ (pronuncia em Japonês: Santosu Aresandoro) mais conhecido pelo nome de jogo Alex Santos (Maringá, 20 de julho de 1977), é um ex-futebolista brasileiro, naturalizado japonês, e que atuou na Seleção Japonesa de Futebol e fez história ao disputar as Copas de 2002 e 2006 com a camisa Japonesa.

## História
Alex ou Alessandro, é filho da Sra Maria das Graças Santos, de Londrina, e do Sr Wilson Santos, ex-jogador de futebol nascido na Bahia. O pai, Wilson teve uma carreira de 17 anos como jogador profissional, passando por grandes clubes, participando de grandes elencos, como destaque, as passagens pelo Goiás, Tri-Campeão estadual (ainda no ínicio dos anos 70), América do Rio, XV de Piracicaba e o Grêmio Maringá onde esteve presente no título estadual do clube no ano em que Alex nascia, 1977.
Alex, ainda pequeno acompanhava o pai em alguns treinos, entrava nos vestiários e no colo do seu pai entrava em campo com as equipes por onde ele jogava observando as arquibancadas lotadas. Em um acervo pessoal, Alex coleciona as fotos dos momentos, entre tantas outras com uma bola nos pés desde pequeno.
Com sua aposentadoria, o Sr Wilson liderou em Maringá um projeto esportivo para crianças em uma cooperativa local. Alex segue o mesmo caminho de seu pai, com o Instituto Alex Santos, para crianças e adolescentes, onde ele é o presidente.
Atualmente ele se dedica a atividade de fundador e dirigente de um dos mais novos clubes do Paraná, o Aruko Sports Brasil.

### Inicio no futebol
Jogando nas ruas, campinhos e na escola, Alex aos 11 anos fez um teste na base do Grêmio Maringá, aos 16 anos de idade um grupo de observadores japoneses selecionaram o jovem para ir a 'Terra do Sol Nascente' junto com outros talentos capitados em São Paulo, Rio de Janeiro, Paraná e Santa Catarina. Alex já atuava como lateral esquerdo e zagueiro.

## Carreira no Japão
Os Japoneses da High School Meitoku Gujuku, fizeram um convite aos pais de Alex que defendeu as cores, vermelho e azul da escola nas partidas de futebol, foi então que ele saiu da universidade em Kochi aprovado após uma avaliação no Shimizu S-Pulse da elite do futebol Japonês, em 1996. Ele permaneceu no clube até a temporada 2003, no Shimizu S-Pulse ele venceu a Recopa AFC em 1999, além da Copa do Imperador em 2002 e a Supercopa do Japão no mesmo ano. Em 1999 ele foi eleito o melhor jogador da J League, e em 2000 o melhor jogador da Ásia.

### Seleção Japonesa
Com os ótimos feitos nos anos anteriores, em 2001 ele finalmente se naturaliza Japonês e em 2002 tem suas primeiras convocações antes da Copa do Mundo, sua primeira convocação foi apenas em Março de 2001, contra a Ucrânia, meses antes da Copa. ainda sim, acaba convocado entre os vinte e três selecionados da seleção Nipônica, sua camisa 14 ficou marcada na história. Feito repetido na Copa do Mundo de 2006 onde teve a companhia Brasileira do técnico Zico.
Foram 82 jogos e 7 gols, além de 7 assistências e 20 cartões amarelos recebidos em 6423 minutos com a camisa azul e branca. Sua última convocação foi Novembro de 2006, em uma vitória de 3-1 contra a Arábia Saudita.

## Sequência na carreira
Em 2004 ele vai ao Urawa Red, onde só sai na janela do meio da temporada europeia de 2006/2007, quando se apresentou ao Red Bull Salzburg em empréstimo, ele permanece na Áustria até dezembro de 2007 quando retorna ao Urawa onde atua até 2009,
Em agosto de 2008 ele vai ao Nagoya Grampus em uma transferência de 1,50 milhão de Euros, também por um longo tempo ele defende a camisa do clube de Nagoya, onde permanece até a temporada 2012/2013. Então ele segue para o Tochigi SC.
Já como um consagrado veterano ele vai ao FC Gifu para a temporada 2013/2014. Quando retorna ao Brasil depois de quase duas décadas ao Maringá FC literalmente em casa, e na sua cidade natal, ele segue ao Grêmio Maringá onde disputa do terceiro nível do Paranaense.
Após alguns meses sem clube, ele fecha com o então clube em emergente PSTC, onde encerra a gloriosa carreira na temporada 2017.

## Números na carreira
Em 518 partidas como profissional fora do Brasil, foram 86 gols e 50 assistências registradas em seu nome, são 37890 minutos jogados em gramados internacionais.

## Vida pessoal
Ele é casado desde 2004 com Naomi Santos, e tem quatro filhos; Alan Santos, Monica Santos, Luan Santos e Jéssica Santos.

## Títulos

### Prêmios
- Futebolista do Ano no Japão: 1999
- J. League Melhor Onze: 1999

### Títulos
Shimizu S-Pulse
- Recopa da AFC: 1999
- Copa do Imperador: 2002
- Supercopa do Japão: 2002

Urawa Red Diamonds
- J. League: 2006
- Copa do Imperador: 2005 e 2006
- Supercopa do Japão: 2006

Red Bull Salzburg
- Bundesliga Austríaca: 2006-07

Seleção Japonesa
- Copa da Ásia: 2004